# Steve Hooker
Steven Leslie Hooker (Melbourne, 16 de julio de 1982) es un atleta australiano especialista en salto con pértiga que se proclamó campeón olímpico en los Juegos de Pekín 2008, batiendo además el récord olímpico con 5,96 m.
Hooker es el primer hombre australiano en ganar un oro olímpico en atletismo desde los Juegos de México 1968.
Su mejor marca personal es de 6,06 m, conseguida el 7 de febrero de 2009 en Boston, convirtiéndose en el tercer atleta que consigue saltar más alto, solo por detrás de Renaud Lavillenie y Sergei Bubka.
En el Campeonato Mundial de Atletismo de 2009 celebrado en Berlín logró la medalla de oro con una marca de 5,90 m.
Su madre Erica Hooker fue una saltadora de longitud australiana que participó en los Juegos Olímpicos de Múnich 1972.

## Resultados
| Año  | Competición               | Lugar     | Puesto | Marca   |
| ---- | ------------------------- | --------- | ------ | ------- |
| 2004 | Juegos Olímpicos          | Atenas    | Elim.  | 5,30 m. |
| 2005 | Campeonato Mundial        | Helsinki  | Elim.  | 5,45 m. |
| 2006 | Juegos de la Mancomunidad | Melbourne | 1.º    | 5,80 m. |
| 2006 | Final Mundial de la IAAF  | Stuttgart | 5º     | 5,75 m. |
| 2006 | Copa del Mundo            | Atenas    | 1º     | 5,80 m. |
| 2007 | Campeonato Mundial        | Osaka     | 9º     | 5,76 m. |
| 2007 | Final Mundial de la IAAF  | Stuttgart | 3º     | 5,81 m. |
| 2008 | Campeonato Mundial Indoor | Valencia  | 3º     | 5,80 m. |
| 2008 | Juegos Olímpicos          | Pekín     | 1º     | 5,96 m. |
| 2009 | Reunion Indoor            | Boston    | 1º     | 6,06 m. |
| 2009 | Campeonato Mundial        | Berlín    | 1º     | 5,90 m. |